# 막료
막료(幕僚)는 지휘관을 보좌하는 보조관이나 이에 준하는 사람이다. 각군의 참모총장이나, 사령관 등의 직속에서 참모업무 및 부관 임무를 맡는 장교들이 포함된다.